# Морено, Ансельмо
Ансельмо Морено (исп. Anselmo Moreno), род. 28 июня 1985 года Эль Мартилло, Панама) — панамский боксёр-профессионал, выступающий в легчайшей (англ. Bantamweight), второй легчайшей (англ. Super bantamweight) и полулёгкой (англ. Featherweight) весовых категориях.  Бывший чемпион мира по версии WBA в легчайшем весе (2008—2014).

## Профессиональная карьера
Ансельмо дебютировал на профессиональном ринге в марте 2002 года во втором наилегчайшем весе.
Первые 14 поединков провёл в Панаме против соотечественников. В одном из них в августе 2002 года, Морено свёл вничью бой с Хавьером Телло.
26 октября 2002 года неожиданно проиграл раздельным решением в 4-раундовом поединке Рикардо Молине.
28 января 2005 года снова встретился с Рикардо Молиной (6-0-1). В поединке за титул чемпиона по версии WBA Fedecentro, Морено взял реванш, и нокаутировал Молину в 9-м раунде.
20 августа 2005 года состоялся третий бой Морено с Молиной. Ансельмо победил по очкам, и во второй рас отыгрался за спорное поражение.
В мае 2006 года, Морено победил венесуэльца, Феликса Мачадо (25-5-1).
16 августа 2007 года в элиминаторе WBA, Ансельмо нокаутировал в первом раунде мексиканца, Рикардо Варгаса, и завоевал статус обязательного претендента на титул чемпиона мира в легчайшем весе.
31 мая 2008 года, Морено вышел на ринг с чемпионом WBA, непобеждённым украинским боксёром, Владимиром Сидоренко (21-0-2). Морено победил по очкам и завоевал титул чемпиона мира.
Через год в третьей защите титула, Морено снова встретился с Сидоренко. Бой вышел более конкурентным, но раздельным решением снова победил панамец.
В 2010 году провёл два боя с непобеждённым венесуэльцем Нехомаром Серменьо (19-0). Оба боя выиграл Морено раздельным решением.
17 мая 2011 года в своей 8-й защите титула WBA, нокаутировал в 8-м раунде боксёра из Венесуэлы, Лоренсо Пара, и удостоился звания суперчемпиона по этой версии.
В декабре 2011 года победил по очкам известного боксёра из Армении, Вика Дарчиняна, и добавил к своему титул, чемпионский пояс по версии IBO.
21 апреля 2012 года в десятый раз защитил титул чемпиона мира и нокаутировал в девятом раунде мексиканца, Давида де Ла Мора (24-1).
10 ноября 2012 года решил перейти в более высокую весовую категорию, для встречи с чемпионом, Абнером Маресом (24-0-1). Марес доминировал по ходу всего поединка, и в 5-м раунде отправил Морено в нокдаун. По итогам 12 раундов судьи с разгромным счётом отдали победу мексиканцу.
В следующем году вернулся в свою весовую категорию и дважды успешно защитил титул суперчемпиона.
В сентябре 2014 года проиграл титул техническим решением судей, доминиканцу, Хуану Карлосу Пайано.

## Таблица профессиональных поединков
| 50 поединков, 43 победы (15 нокаутом), 1 ничья, 6 поражений. | 50 поединков, 43 победы (15 нокаутом), 1 ничья, 6 поражений. | 50 поединков, 43 победы (15 нокаутом), 1 ничья, 6 поражений. | 50 поединков, 43 победы (15 нокаутом), 1 ничья, 6 поражений. | 50 поединков, 43 победы (15 нокаутом), 1 ничья, 6 поражений. | 50 поединков, 43 победы (15 нокаутом), 1 ничья, 6 поражений. | 50 поединков, 43 победы (15 нокаутом), 1 ничья, 6 поражений.             |
| Бой                                                          | Рекорд                                                       | Дата                                                         | Соперник                                                     | Место боя                                                    | Результат                                                    | Данные о бое                                                             |
| ------------------------------------------------------------ | ------------------------------------------------------------ | ------------------------------------------------------------ | ------------------------------------------------------------ | ------------------------------------------------------------ | ------------------------------------------------------------ | ------------------------------------------------------------------------ |
| 51                                                           |                                                              | 17 апреля 2024                                               | Хаято Цуцуми (4-0)                                           | Токио, Япония                                                | (10)                                                         |                                                                          |
| 50                                                           | 43-6-1                                                       | 3 марта 2023                                                 | Хьюго Беррио (28-9-1)                                        | Arena Roberto Duran, Панама (город), Панама                  | UD 8                                                         | Счёт судей: 80-72, 80-72 (дважды).                                       |
| 49                                                           | 42-6-1                                                       | 15 октября 2022                                              | Хулио Сезар Крус Авендано (12-5)                             | Hotel El Panama, Панама (город), Панама                      | KO 1 (8), 2:37                                               |                                                                          |
| 48                                                           | 41-6-1                                                       | 12 марта 2022                                                | Густаво Пина Мельгар (10-3-2)                                | Arena Roberto Duran, Панама (город), Панама                  | KO 10 (10), 1:23                                             | Бой за титул WBA Fedelatin (2-я зазита Морено) в полулёгком весе.        |
| 47                                                           | 40-6-1                                                       | 15 октября 2021                                              | Вальберто Рамос (26-10-2)                                    | Arena Roberto Duran, Панама (город), Панама                  | KO 1 (10), 1:25                                              | Бой за титул WBA Fedelatin (1-я зазита Морено) в полулёгком весе.        |
| 46                                                           | 39-6-1                                                       | 21 мая 2021                                                  | Рубен Тостадо Гарсия (25-7)                                  | Los Andes Mall, Панама (город), Панама                       | UD 10                                                        | Бой за вакантный титул WBA Fedelatin в полулёгком весе.                  |
| 45                                                           | 38-6-1                                                       | 27 ноября 2021                                               | Луис Нино (15-5)                                             | Hotel El Panama, Панама (город), Панама                      | DQ 8 (10), 0:26                                              | Рефери снял с Нино по одному баллу в 6 и 7 раундах за запрещённые удары. |
| ...                                                          |                                                              |                                                              |                                                              |                                                              |                                                              |                                                                          |
| 5                                                            | 5-0                                                          | 18 мая 2002                                                  | Хувенсио Кабальеро (2-1)                                     | Rancho Local, Ла-Мата, Панама                                | UD 4                                                         |                                                                          |
| 4                                                            | 4-0                                                          | 11 мая 2002                                                  | Анель Митре (0-13)                                           | Centro Recreativo del Educador, Давид, Панама                | TKO 1 (4), 2:46                                              |                                                                          |
| 3                                                            | 3-0                                                          | 23 марта 2002                                                | Хувенсио Кабальеро (2-1)                                     | Centro Recreativo del Educador, Пенономе, Панама             | TKO 3 (4), 1:44                                              |                                                                          |
| 2                                                            | 2-0                                                          | 16 марта 2002                                                | Гарольд Аросемена (0-1)                                      | Magnum Eventus, Бокете, Панама                               | UD 4                                                         | Счёт судей: 40-35, 40-36 (дважды).                                       |
| 1                                                            | 1-0                                                          | 10 марта 2002                                                | Хусейн Санчес (0-3)                                          | Gimnasio Belisario Porras, Обаррио, Панама                   | UD 4                                                         | Счёт судей: 40-35 (трижды).                                              |
| Бой                                                          | Рекорд                                                       | Дата                                                         | Соперник                                                     | Место боя                                                    | Результат                                                    | Данные о бое                                                             |